# Филёвский парк
Филёвский парк (парк Фили) — историко-культурный комплекс и памятник садово-паркового искусства, расположенный на западе Москвы на территории бывших деревень Фили, Мазилово, Кунцево. Парк расположен вдоль поймы Москвы-реки, входит в комплекс природно-исторического парка «Москворецкий». С севера граничит с Новозаводской улицей, с запада — с Солдатёнковским парком, с юга — c Большой Филёвской улицей, с востока — улицей Барклая. Протяжённость парка пять километров и общая площадь 280 га. В нём растут липы, сосны, дубы, берёзы, вязы, ели, каштаны.
С 1947 года — парк культуры и отдыха. В центральной части расположены кинотеатр, эстрада, детский городок с аттракционами, детские площадки и кафе, есть обустроенный пляж и лодочная станция.

## История

### XVII век
Исторически на месте нынешнего парка и его окрестностей располагалась деревня Фили. Первые письменные свидетельства о ней как о вотчине княгини Ирины Ивановны Мстиславской относятся к 1627 году, но доподлинно известно, что деревня существовала и раньше. В летописи 1454 года есть упоминание о том, что боярин Петр Добрынский передал митрополиту Ионе Московскому «по своей душе и по всему своему роду» принадлежавший ему монастырёк святого Саввы (располагавшийся на Девичьем поле), мельницу на устье Сетуни и две деревни у села Крылатского — Олферчиково и Ипское.
После смерти Мстиславской и вплоть до 1689 года Фили были оберегаемыми царскими угодьями. Известно, что Алексей Михайлович любил охотиться в тех краях и строго запретил травить птиц собаками в болотах, которые в то время окружали деревню. В 1689 году Пётр I передал земли Фили и Кунцево своему дяде, Льву Кириловичу Нарышкину. Через год Нарышкин приобрёл соседнее село Кунцево. В течение последующих 175 лет земли Фили-Кунцево принадлежали его роду. Нарышкин обустроил территории: построил барский деревянный дом с башней и каменную церковь в стиле, позднее получившем название Нарышкинское барокко. Рядом с церковью он разбил регулярный парк с газонами, повторяющими силуэт плана храма: овальными, квадратными, четырёхлепестковыми. Таким образом появился Филёвский парк.

### XVIII—XIX века
В XVIII веке Нарышкины активно занимаются обустройсвом принадлежавших им владений. В Кунцеве были построены храм Знамения Богородицы и большой усадебный дом, в парке созданы сады и оранжереи, а также спроектированы пруды и разбит сквер, названный Тургеневским после того, как Иван Тургенев описал это место в своем романе «Накануне».
Сформированный к концу XVIII века пейзажный парк состоял из двух частей: верхней, окружающей усадебный дом и оранжерею, и нижней, включающей в себя скульптуру «Плутон, похищающий Прозерпину» (существует предположение, что её автором являлся Паоло Трискорни) и не сохранившийся каменный грот со «Святым колодцем».
В XIX веке усадьба и парк перешли во владение московского предпринимателя Козьмы Солдатёнкова. Он перестроил главный усадебный дом с сохранением основных архитектурных форм предыдущего здания.

### XX—XXI века
В 1935 году Фили вошли в черту города Москвы и стали крупным промышленным районом. В 1936 году Моссовет принял решение об организации филиала «Детского городка» при парке. В настоящее время он именуется Детский парк «Фили» и находится под управлением Департамента образования.
В 1964 году решением Моссовета № 43/34 на основе Филёвского парка был создан национальный культурно-исторический природно-ландшафтный парк. Вплоть до 1970-х годов местность парка была практически дикой, в нём можно было встретить лосей, а москвичи приезжали в парк за грибами. В 1978 году парк получил статус памятника садово-паркового искусства.
В 1997 году в честь 850-летия Москвы на месте Кунцевского городища был возведён деревянный, стилизованный под русские города X—XII веков «Город мастеров» с крепостными стенами, смотровыми башнями и галереями. В 2002 году на его территории была открыта Музей-Усадьба князей Лобановых-Ростовских, внештатным хранителем которого стал Никита Лобанов-Ростовский. В музее выставлены архивные документы из коллекции княжеского рода, семейные реликвии, портреты и фотографии династии Романовых, а также литографии и зарисовки Санкт-Петербурга и Москвы царских времен. 
В 2010-х гг. проведены большие работы по благоустройству парка. Так, в период с 2011 по 2014 годы здесь были обустроены детские и спортивные площадки, обновлена набережная, установлены новые фонари и другие малые архитектурные формы, открыта эстрада и летний кинотеатр.

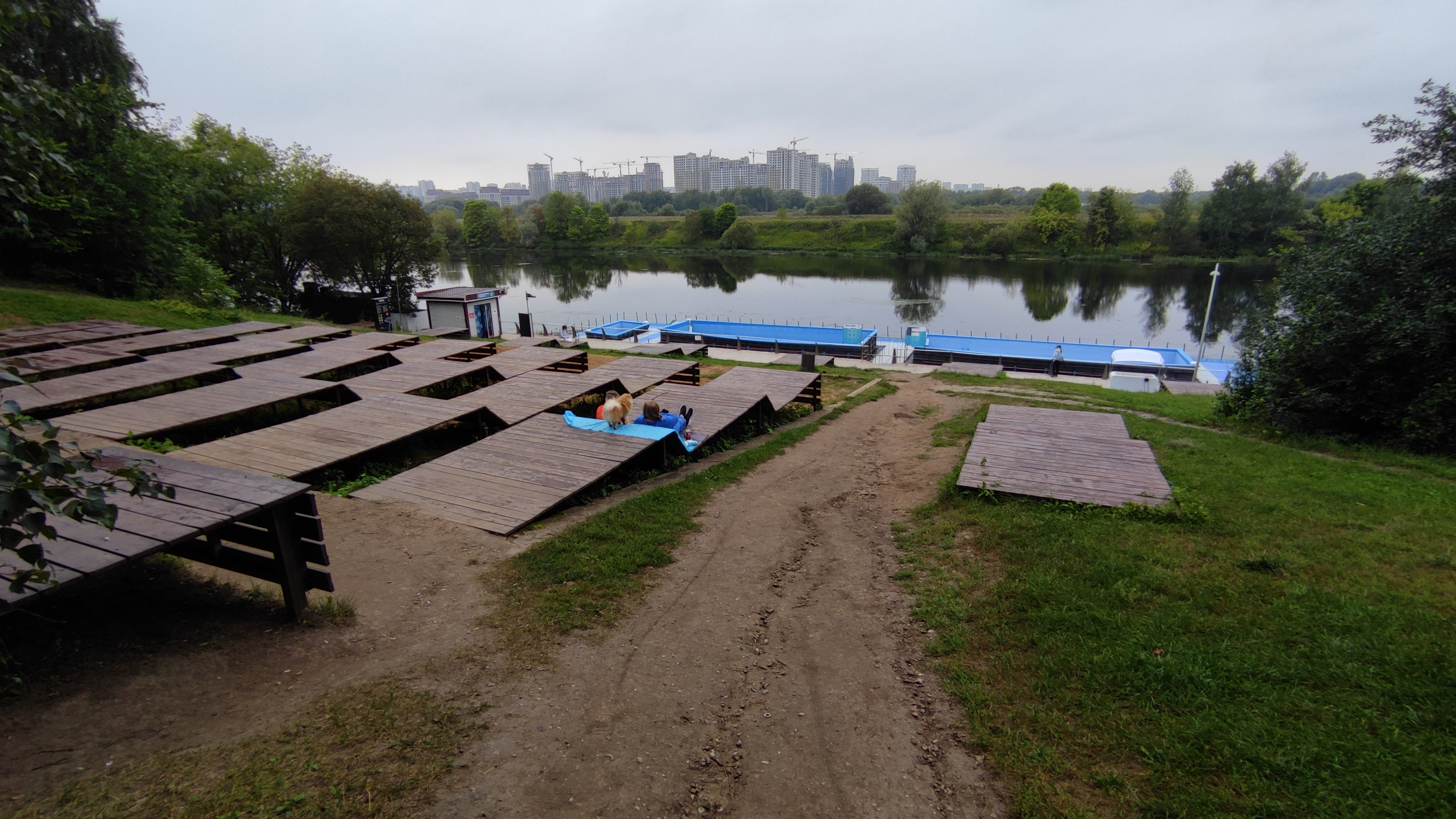
Пляжная зона парка

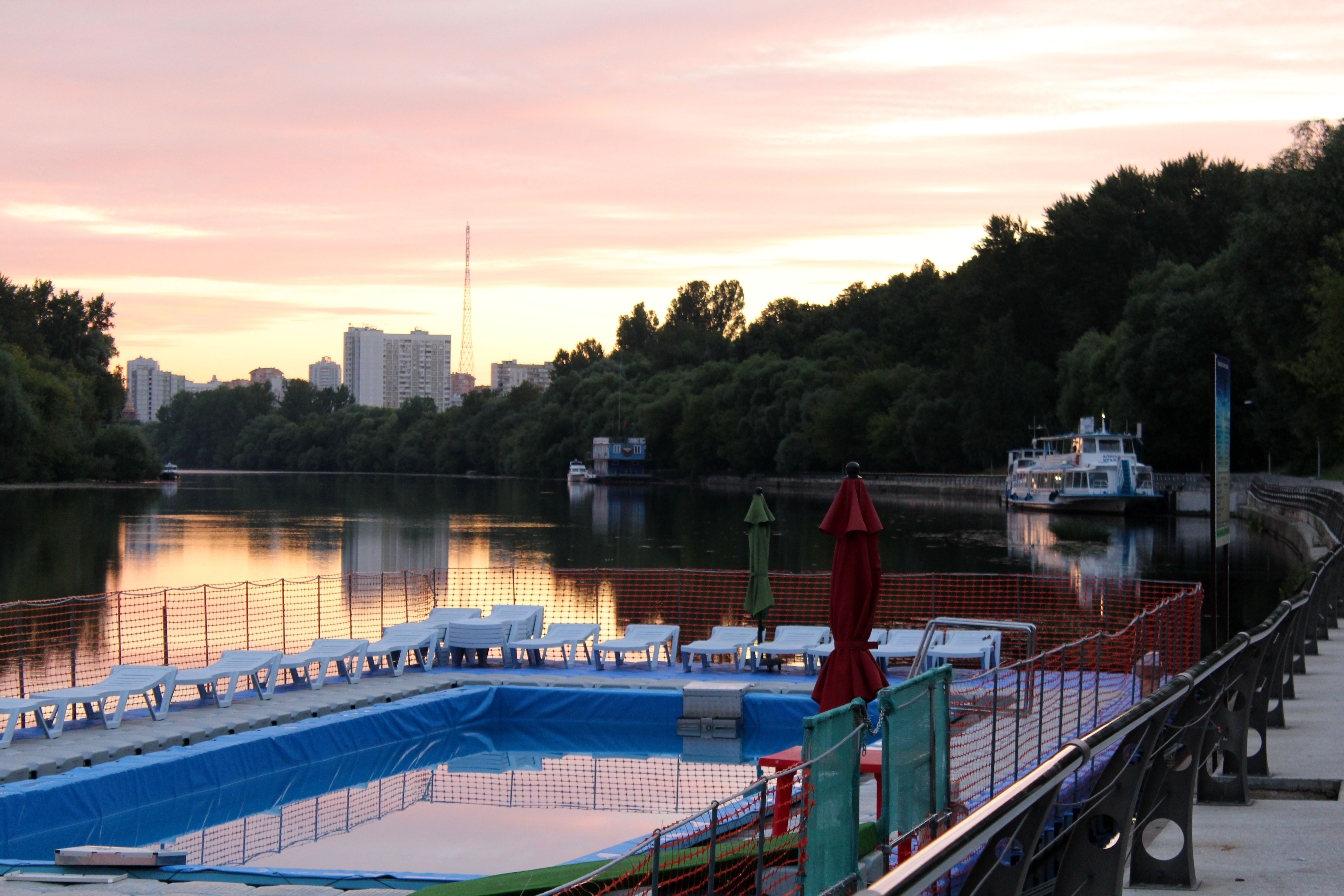
Открытый бассейн в пляжной зоне на рассвете

В 2012 году на набережной парка была открыта пляжная зона, а спустя год были установлены понтонные бассейны, вода в которые подается из реки, очищаясь через специальную систему фильтров.
В 2018 году в парке открылся многофункциональный выставочный центр Fili Hall общей площадью более 400 квадратных метров.
В парке работает прокат спортивного инвентаря, веревочный городок, зимой – каток. Обустроена комната матери и ребенка. Среди детских площадок есть специализированная, предназначенная для детей с ограниченными возможностями здоровья.

#### Развитие
Ожидается строительство 400-метрового велопешеходного моста, который соединит парк с Мнёвниковской поймой.

## Достопримечательности парка

### Усадьба Фили—Кунцево
Деревянная усадьба была построена в 1744 году Александром Нарышкиным. В 1812 году при пожаре дом сгорел и был вновь отстроен шесть лет спустя. В разное время усадьбу посещали царь Алексей Михайлович, императрица Екатерина II, король Пруссии Фридрих-Вильгельм III. Последним владельцем усадьбы был фабрикант Козьма Солдатёнков, приобретший её в 1869 году.
В 1979 году решением исполкома Моссовета № 3 усадьба вместе с парком общей площадью 253,5 га была принята на государственную охрану в качестве памятника садово-паркового искусства регионального значения «Усадьба „Фили-Кунцево“». С 1998 года, согласно постановлению Правительства Москвы, входит в состав природно-исторического парка «Москворецкий».

#### Усадебный дом

Главный дом усадьбы Нарышкиных

Главный усадебный дом был принят на государственную охрану в 1960 году постановлением Совета министров РСФСР от 30 августа 1960 года № 1327 как «Загородная усадьба XVIII века». Оригинальные статуи того времени, украшавшие усадьбу, в настоящее время находятся в музее «Дом Бурганова». В 1976 году после пожара главный дом усадьбы был разобран и вновь восстановлен в кирпиче. После пожара, случившегося в 2014(?) году, лишился башни и частично кровли. Требуется серьёзный ремонт.

### Кунцевское городище
Кунцевское городище — одно из древнейших укрепленных поселений на территории Москвы. В XI—XIII веках городище населяли славяне-вятичи, что подтверждают сохранившиеся курганы. В XIII—XVI веках здесь существовала церковь Покрова Богородицы на Городище. Поселение было разорено во время польского вторжения в начале XVII века. Сохранились земляной вал и ров. Первые археологические исследования проводились на этой территории в 1960-е археологом Александром Григорьевичем Векслером. В результате раскопок были обнаружены следы частокола, остатки жилых и хозяйственных построек, а также более ранние культурные слои (VIII—IV века до нашей эры), относящиеся к Дьяковской культуре. На территории городища археологами были найдены инструменты для литья металлов, металлические украшения, изделия из кости.

## Транспортная доступность
В пешей доступности от парка располагаются станции метро  Багратионовская,  Филёвский парк,  Пионерская,  Кунцевская,  Кунцевская (БКЛ) и  Молодёжная.